# 阿飛
阿飛，外號飛劍客，古龍武俠小說《多情劍客無情劍》下之虛構人物、主角。後於《邊城浪子》再度出場；《九月鷹飛》也有提及他的事蹟。

## 样貌
《邊城浪子》中的描述：
「他看來很英俊，很乾淨，本來應該是個到處受歡迎的人，而且他很年輕，皮膚密而有光，身上絕沒有一絲多餘的肌肉。 
他身上並沒有帶任何令人覺得可怕的凶器，但他卻實在是個可怕的人。他的沉默就很可怕；不說話並不能算是絕對沉默，可怕的是那種絕對的沉靜。 
坐在這裡已有很久，他非但沒有說話，也沒有動，這本是件很難受的事。但他的樣子卻又是很輕鬆，很自然，就好像時常都像這樣動也不動地坐著。 
桌上有酒，也有酒杯，他卻連碰也沒有碰過。好像這酒並不是叫來喝的，而是叫來看的。每當他看到這壺酒時，他那冷漠的眼睛裡就顯出一絲溫暖之色。 
難道這壺酒能令他想起一個他時常都在懷念著的朋友？ 
他身上穿的是件很普通的粗布衣服，洗得很乾淨，和衣服同色的腰帶上，隨隨便便的插著根短棍。 
短棍也並不可怕，最可怕的還是他的眼睛。 
他的眼睛很亮，有很多人的眼睛都很亮，但他的眼睛卻亮得特別，亮得就好像一直能照到你內心最黑暗的地方。 
無論誰被這雙眼睛看一眼，都會覺得自己所有秘密都己被他看出來了。這種感覺實在不好受。 」

## 生平
出身不明，疑似前作武俠外史的大俠沈浪及白飛飛之子，根據是曾經在沈家祠堂現身，但這只可以證明是沈浪的親屬。李尋歡之好友。出場時已使得一手快劍。

## 武功
其劍法簡單至不可以思議之境界。依該書第八十七回所載「阿飛運劍的方法奇特，完全和任何一家門派的劍法都不同。他的劍法沒有『削』，沒有『截』，只有『刺』！刺，本來只有向前刺。但阿飛無論往哪個方向都能刺，無論往哪個部位都能刺！」江湖百曉生之兵器譜雖未入榜，但排名第九之青魔手伊哭即死於其劍下，曾迷戀林仙兒而無法自拔並敗於荊無命之手，後大徹大悟，於書末打敗荊無命。書末要飲李尋歡、孫小紅之喜酒。
在《邊城浪子》中，阿飛已可以感受到殺氣的存在，在小店中識破傅紅雪的來意。武功亦更上一層樓，可以做到全身上下一片空靈，即使只是隨隨便便地坐着，但卻好像一個武林高手，已擺出了最嚴密的防守姿勢，全身上下連一點破綻都沒有。 而且阿飛已棄劍不用，改用以木制的短棍。出手之快，比荆無命之傳人路小佳更快，傅紅雪亦為之失色，心知自己出手不及阿飛快。

## 外部連結
- 試論「多情劍客無情劍」中的啟蒙遍歷與神話書寫 《當代》, Volumes 133-136 （页面存档备份，存于）